# Associazione Giovani Calciatori Budrio
L'Associazione Giovani Calciatori Budrio, nota anche come Budrio, è stata una squadra di calcio italiana con sede a Budrio. Il club ha disputato nella sua storia un campionato di Serie C.

## Storia
La squadra venne fondata nel 1928.
Il Budrio guidato da Mario Gianni vinse il girone unico emiliano della Prima Divisione 1937-1938, ottenendo la promozione in Serie C. 
Poiché il club non aveva a disposizione un campo regolamentare, la dirigenza budriese decise di far confluire la società nel Molinella, giunto secondo e con a disposizione un campo regolamentare, per poter disputare la Serie C.
Ricostituito, il club ottenne il quarto posto nel Girone A Liguria della Prima Divisione 1941-1942, venendo però poi successivamente ripescato in Serie C 
Il club, guidato da Enrico Masi, esordì nella stagione seguente in Serie C, ottenendo il decimo posto del Girone G.
Masi guidò il sodalizio budriese per oltre trent'anni.
Successivamente il club fallì ed il 19 luglio 1993 venne fondato il Budrio Calcio '93.